# Rakitnica, Ribnica
Rakitnica este o localitate din comuna Ribnica, Slovenia, cu o populație de 285 de locuitori.